# Campeonato de España de Ciclismo en Ruta 1915
El XV Campeonato de España de Ciclismo en Ruta se disputó en Bilbao el 1 de agosto de 1915 sobre un recorrido de 100 kilómetros.
El ganador de la prueba fue Simón Febrer, que se impuso en la línea de llegada. Juan Zumalde y José Magdalena completaron el podio.

## Clasificación final
| Pos. | Ciclista           | Equipo              | Tiempo    |
| ---- | ------------------ | ------------------- | --------- |
| 1.   | Simón Febrer       | Bibiloni-Hutchinson | 3h 14'09" |
| 2.   | Juan Zumalde       | I.V.E.-Dunlop       | a ̘7"      |
| 3.   | José Magdalena     | Montpeó-Klein       | a ̘54"     |
| 4.   | José Manchón       | Pneus-Dunlop        | a 3'00"   |
| 5.   | Lorenzo Basaldúa   | I.V.E.-Dunlop       | a 4'12"   |
| 6.   | Mazimino Gorostiza | Pneus-Dunlop        | a 4'50"   |
| 7.   | Óscar Leblanc      | Pneus-Klein         | a 8'59"   |
| 8.   | Teófilo Mingueza   |                     | a 15'15"  |
| 9.   | Miguel García      | Pneus-Klein         | a 15'54"  |
| 10.  | Joaquín Carballosa |                     | a 20'33"  |